# Ekskogens station
Ekskogens station är en station (i järnvägsteknisk mening en hållplats) på Roslagsbanan i Ekskogen i Vallentuna kommun. Den har ett spår och en plattform på spårets västra (norra) sida. Antalet påstigande var under en genomsnittlig vintervardag 2021 cirka 80.